# Ordenador de datos del aire

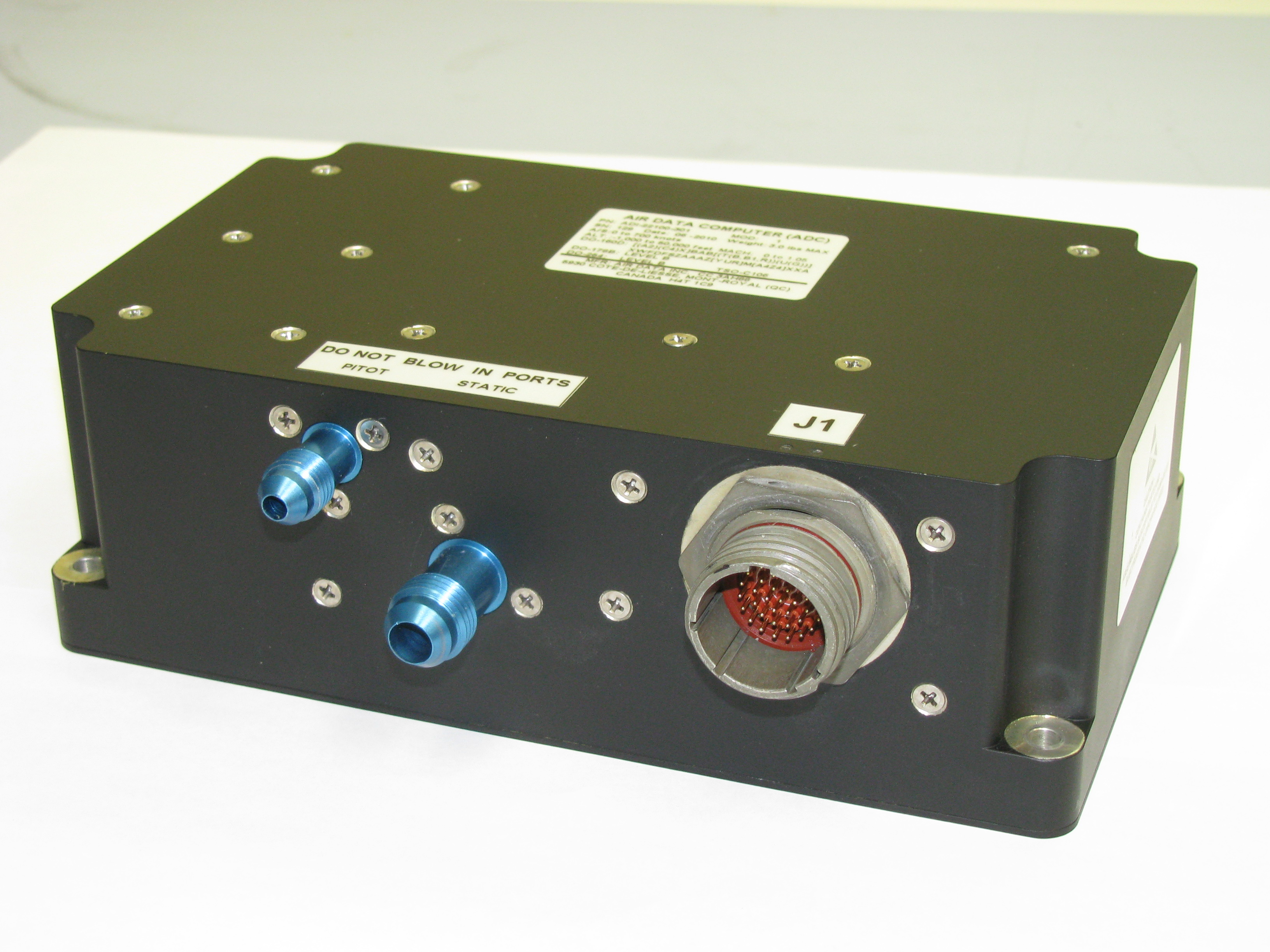
Ordenador de Datos del Aire

Un ordenador de datos del aire (ADC, del inglés Air Data Computer), es un componente esencial de la aviónica que se encuentra en la cabina de cristal. Este ordenador es más que un instrumento individual, puede determinar la velocidad calibrada (CAS del inglés Calibrated airspeed), el número Mach, la altitud y la velocidad vertical, datos del Sistema pitot-estática del avión. En aeronaves de alta velocidad como el Transbordador STS, la Velocidad equivalente del aire es calculada en lugar de ser una velocidad del aire equivalente.
El primer ordenador de datos del aire patentado en los EE. UU. fue desarrollado por John H. Andersen.
El ordenador de datos del aire siempre tiene un input de temperatura total del aire. Esto hace posible el cálculo de la temperatura estática del aire y de la velocidad verdadera.
En los aviones de Airbus el ordenador de datos del aire se combina con la altitud, el rumbo y las fuentes de navegación en una única parte conocida como ADIRU (air data inertial reference unit).